# Хитаришвили, Миндия Георгиевич
Миндия Георгиевич Хитаришвили (груз. მინდია გიორგის ძე ხითარიშვილი, 1 января 1973, Батуми, Грузия) — грузинский и израильский композитор.

## Биография
1987—1991 гг. Учился в Батумском музыкальном училище на отделении хорового дирижирования.
1991—1996 гг . Учился в Тбилисской государственной консерватории и Академии искусств Грузии на музыковедческо-композиторском факультете (по классу композиции у проф. Н. Мамисашвили).
С 1996 года работал заведующим эстрадного отделения в Батумском музыкальном училище им. З. Палиашвили. Параллельно сотрудничал музыкальной редакцией телевидения Аджарии, работал музыкальным редактором. Является членом Союза композиторов и авторов Грузии. С 2001 года, член аджарской организации союза театральных деятелей Грузии.
С 2001 года работал в Батумской государственной консерватории (ныне государственный университет искусств), где вёл курс композиции, полифонии, оркестровки, инструментоведении, джазовой гармонии и импровизации.
С 2004 года работал специалистом оркестровой аранжировки в Батумском государственном музыкальном центре.
С 1997 по 2012 работал заведующим музыкальной части и продюсером в Батумском государственном театре кукол и юного зрителя.
За Вклад в развитие грузинского театрального искусства ему присвоено почетное звание заслуженного деятеля искусств Аджарии /Грузия,Батуми 2003/. В разное время получил многочисленные награды, призы и международные дипломы.
С 2012 живёт в Израиле. Два года работал музыкальным продюсером телекомпании GTV (Georgian Television) в Тель-Авиве. С 2014 года композитор Рутxaт (Русская труппа Хайфского театра). Член директорского совета консерватории Дунье Вайцман (Хайфа). Ведет курс композиции, теории музыки и фортепиано.

## Сочинения

### Рок-оперы
- «По времени Земли» /1996-98/ (либретто Дж. Чарквиани)
- «Баллада о Тавпаравнели» в двух действиях /2010/ (либретто И. Гуриели). Премьера состоялось в 2010 году в Батумском государственном драматическом театре. Режиссёр-постановщик: Георгий Тавадзе.

### Симфоническая музыка
- Хореографические новеллы /2004/
- Blues notes /2007/
- Quinta essentia /2008/

### Произведения для хора и оркестра
- «Veni Vidi Vici» /1999/
- Небесные голоса /2000/

### Камерная музыка
- Концерт для двух роялей, струнных и ударных инструментов /2007/
- Камерная симфония для баритона и струнного оркестра /2008/
- Memory (для струнного оркестра) /2002/
- Фортепианное трио /1998/
- Фортепианный квинтет /2003/
- Струнный квартет «Высохший Бук» /1996/
- Струнный квартет /2004/
- Ночные эскизы (для флейты, гобоя, фисгармонии и виолончели) /1997/
- Для двух гитар «Импровизации в форме вариации» /1999/
- Для двух роялей «Вальс — регтайм», «Автопортрет» /1997/
- Цикл «Лирические баллады» для баса и гитары (слова народные) /1998/
- Вокальный цикл «Поющие строки» для меццо-сопрано и фортепиано (на слова Г.Табидзе)
- Три прелюдии для саксофона и фортепиано /1998/
- Соната для виолончели и фортепиано /1996/
- Соната для скрипки и фортепиано /1997/

### Музыка для фортепиано
- Соната — фантазия «Колокола»
- «Импровизации в форме вариации»
- «Музыкальный момент»
- «Экспромт»
- «Калейдоскоп»
- «Постлюдия»
- «Народные мотивы»
- «Инерция»
- «Юмореска»

### Произведения для хора
- «Элегия» (слова И. Чавчавадзе)
- «Голос у катамона» (слова И. Абашидзе)
- Джаз-хорал (слова В. Джавахадзе)
- «Тот, словно кровь» (слова М. Мачавариани)
- «Молитва вдохновения» (слова Т. Гранели)
- «До небес» (слова Франческо Петрарки)

### Музыка для театра
- 1998 Важа-Пшавела «Блоха и муравей» (инсценировка Ц. Антадзе) (режиссёр Р. Баиназишвили)
- 1999 А. Линдгрен «Пеппи Длинныйчулок»  (режиссёр Р. Баиназишвили)
- 1999 Р. Гургенадзе «Птица света»  (режиссёр Р. Баиназишвили)
- 2000 Братья Гримм «Bолк и семеро козлят» (режиссёр Р. Баиназишвили)
- 2000 Л. Устинов, О. Табаков «Белоснежка и семь гномов» (режиссёр Э. Таварткиладзе)
- 2000 Г. Нахуцришвили «Тысяча и одна ночь» (режиссёр Э. Таварткиладзе)
- 2001 Т. Чиладзе «Ноев ковчег» (режиссёр Э. Таварткиладзе)
- 2001 О. Генри «Вождь краснокожих» (режиссёр Т. Болквадзе)
- 2001 Е. Шварц «Дракон» (режиссёр Т. Болквадзе)
- 2002 Б. Априлов «Приключения пингвинят» (режиссёр Г. Сарчимелидзе)
- 2003 французская народная сказка «Три поросенка» (инсценировка Н. Антидзе, режиссёр Г. Геладзе)
- 2004 Ш. Перро «Кот в сапогах» (режиссёр Р. Геладзе)
- 2005 Л. Бугадзе «Нафталин» (режиссёр Р. Иоселиани)
- 2005 Э. Мацхонашвили «Красавица и чудовище» (режиссёр Э. Мацхонашвили)
- 2006 «Недотрога и мышонок» (режиссёр Э. Мацхонашвили)
- 2006 Г. Остер «Привет обезьяне» (режиссёр З. Цинцадзе)
- 2006 Э. Успенский «Крокодил Гена и его друзья» (режиссёр З. Цинцадзе)
- 2007 Братья Гримм «Бременские музыканты» (режиссёр З. Цинцадзе)
- 2008 Н. Абуладзе «Аргонавты» (режиссёр З. Цинцадзе)
- 2009 Ю. Олеша «Три толстяка» (режиссёр З. Цинцадзе)
- 2010 Бертольт Брехт «Мамаша Кураж и её дети» (режиссёр З. Цинцадзе)
- 2011 «Карлсон и Мальчик» по мотивом повести Астрида Линдгрена (режиссёр З. Цинцадзе)
- 2013  «Старый водевиль»Театр Музыкальной комедии, г. Aшдод (режиссёр: З. Ботерашвили),
- 2015 М. Ладо «Очень простая история»  Рутxaт / Русская труппа Хайфского театра(режиссёр А. Найфельд)
- 2016 М. Радович «Штрудель» (по пьесе «Суп из канарейки») (режиссёр А. Найфельд)
- 2017 Н. Птушкина «При чужих свечах» Театр «Лица» (Хайфа) (режиссёр Х. Долингер)
- 2017 В. Красногоров «Райские врата» Рутxaт  (режиссёр А. Найфельд)
- 2019 Эрик-Эмманюэль Шмитт  «Оскар и Розовая Дама» (режиссёр Ю. Шацман)
- 2020 Морис Метерлинк «Синяя птица» Рутxaт (режиссёр А. Найфельд)
- 2020 И.Чубарова  «Коридор» Театр «Комедиант» (режиссёр И.Чубарова)